# Порт-Морсбі (аеропорт)
Міжнародний аеропорт Джексон, також відомий як Аеропорт Порт-Морсбі (англ. Jacksons International Airport, (IATA: POM, ICAO: AYPY)) — найбільший і найбільш завантажений комерційний аеропорт Папуа Нової Гвінеї, розташований у восьми кілометрах від столиці країни міста Порт-Морсбі.
Аеропорт є портом приписки і головним транзитним вузлом (хабом) для національної авіакомпанії Папуа Нової Гвінеї Air Niugini і хабом для іншого новогвінейского авіаперевізника Airlines PNG.

## Історія
Під час Другої світової війни Аеропорт Порт-Морсбі став однією з основних військово-повітряних баз регіону, що використовувалися союзницькими силами в ході новогвінейської кампанії 1942-1945 років. У 1942 році аеропорт отримав офіційну назву Аеродром Джексон на честь австралійського льотчика-аса, командира 75-ї ескадрильї Королівських військово-повітряних сил Австралії Джона Джексона, загиблого 28 квітня 1942 року у повітряній битві над Порт-Морсбі з японськими військовими силами.
Після розміщення військово-повітряних сил на Аеродромі Джексон територія бази була розширена, а її інфраструктура трохи модернізована, в числі іншого, були зведені ангари для стоянок літаків і захисту їх від ворожих нальотів. У той час аеродром мав неофіційну назву «Семимильними». Крім того, між Аеродромом Джексон і сусіднім «П'ятимильним» Аеродромом Уордс були побудовані кілька руліжних доріжок, які дали можливість літакам переміщатися по землі між територіями двох баз.
Під час проведення військових дії Аеродром Джексон в першу чергу використовувався як штаб-квартира кількох оперативних груп, розгорнутих безпосередньо в районах бойових дій.
Після закінчення Другої світової війни в 1945 році командування Військово-повітряними силами США почало поступово згортати базування на Аеродромі Джексон, однак протягом довгого часу аеродром використовувався авіацією союзницьких сил, тому поряд з цивільними лайнерами можна було побачити військові Boeing B-17 Flying Fortress, North American B-25 Mitchell, Lockheed P-38 Lightning, Republic P-47 Thunderbolt, A-20G і навіть кілька одиниць Curtiss P-40.

## Діяльність

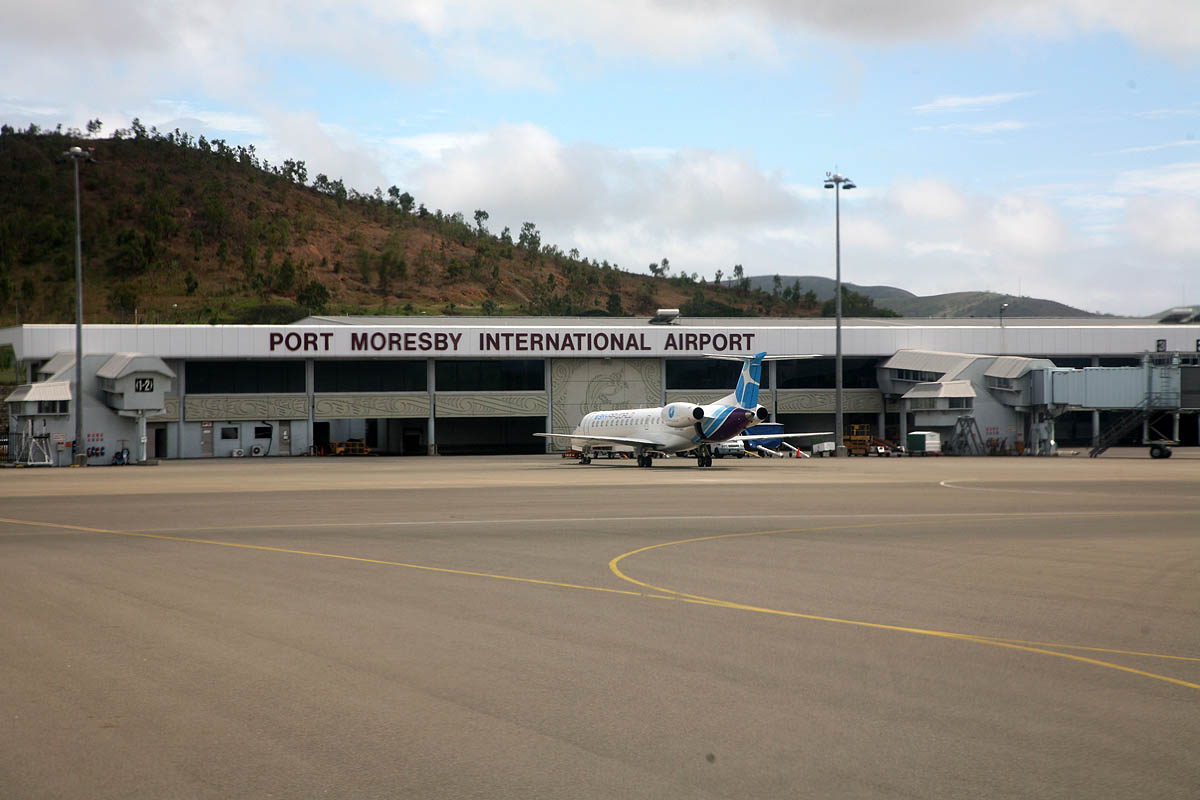
Міжнародний аеропорт Джексон

Флагманська авіакомпанія Air Niugini обслуговує більшість регулярних напрямів всередині країни з Міжнародного аеропорту Джексон, використовуючи парк турбогвинтових літаків de Havilland Canada Dash 8 (в конфігураціях салонів на 36 і 50 пасажирських місць)) і парк реактивних лайнерів Fokker 100 (97 пасажирських місць). На міжнародних лініях в Аеропорт Кернс (Австралія), Міжнародний аеропорт Хоніара (Соломонові Острови) і Міжнародний аеропорт Нанді (Фіджі) компанія використовує тільки реактивні літаки Fokker-100. З Міжнародного аеропорту Джексон виконуються регулярні міжнародні рейси в Куала-Лумпур, Сінгапур, Манілу, Токіо, Гонконг, Сідней та Брисбен.
Раніше діяв регулярний маршрут авіакомпанії Cathay Pacific з Гонконгу у Аеропорт Окленд з проміжною посадкою в Порт-Морсбі, однак цей напрямок не витримало конкуренції з боку регіонального перевізника Continental Micronesia, чинного з Міжнародного аеропорту Гуам.

## Пасажирські термінали
Міжнародний аеропорт Джексон працює в двох пасажирських терміналах: будівля терміналу внутрішніх авіаліній, яке використовують авіакомпанії Air Niugini і Airlines PNG, і будівля терміналу міжнародних ліній для інших авіаперевізників. Міжнародний термінал має чотири контактні стоянки для літаків, два з яких обладнані телескопічними трапами. Будівлі обох терміналів з'єднані між собою критим переходом.

## Авіакомпанії і пункти призначення

### Термінал внутрішніх авіаліній
| Авіакомпанія | Пункт призначення |
| ------------ | --- |
| Airlines PNG | Дару, Фейн, Алотау, Ітокама, Керема, Кокода, Лае, Лосуіа, Моро, Місіма-Айленд, Ононге, Попондетта, Тапіні, Туфі, Ванігела, Воітапе                                                                 |
| Air Niugini  | Алотау, Бука, Дару, Горока, Хоскінс, Кавієнг, Керема, Кіунга, Кундіава, Лае, Ліхір-Айленд, Маданг, Манус-Айленд, Менді, Маунт-Хаген, Попондетта, Рабаул, Табубіл, Тарі, Ванімо, Вапенаманда, Вевак |

### Міжнародний термінал
| Авіакомпанія                     | Пункт призначення                                                                               |
| -------------------------------- | ----------------------------------------------------------------------------------------------- |
| Airlines PNG                     | Кернс                                                                                           |
| Air Niugini                      | Брисбен, Кернс, Хоніара, Гонконг, Куала-Лумпур, Маніла, Нанді, Сінгапур, Сідней, Токіо (Наріта) |
| Merpati Nusantara Airlines       | Мерауке                                                                                         |
| Virgin Blue виконує Pacific Blue | Брисбен                                                                                         |
| Qantas виконує QantasLink        | Кернс (з 1 червня 2010)                                                                         |

## Авіаподії і нещасні випадки
- 11 серпня 2009 року, рейс CG4684 Порт-Морсбі — Кокода. При виконанні заходження на друге коло в аеропорту Кокода в хмарну погоду пілот літака de Havilland Canada DHC-6 Twin Otter допустив помилку, в результаті якої лайнер врізався в гору на висоті 1676 метрів над рівнем моря. Загинуло 13 людей[3].